# Пашкевич Василь Васильович
Пашкевич Василь Васильович (29 грудня 1856 (10 січня 1857) — 14 липня 1939) — російський фахівець з плодових рослин, доктор біологічних наук (1934), академік ВАСГНІЛ (1935), заслужений діяч науки РРФСР (1935).
У 1882 закінчив Петербурзький університет з ступенем магістра природничих наук. З 1894 працював у Департаменті землеробства міністерства землеробства і державного майна, на Салгірській науково-дослідній станції (1918–1922), професор кафедри помології та городництва Таврійського університету (з 1920), З 1922 — у відділі прикладної ботаніки і селекції Сільськогосподарського комітету, реорганізованому в 1924 у Всесоюзний інститут прикладної ботаніки і нових культур, а в 1930 у Всесоюзний інститут рослинництва. З 1922 професор Ленінградського сільськогосподарського інституту.
Основні праці присвячені вивченню сортів (помології) яблуні та ін плодових культур. Провів численні обстеження садів в різних районах СРСР.
Твори
- Орех лесной и его культура. — М., 1894;
- Культура лекарственных растений. — СПб., 1894;
- Плодоводство в Казанской губернии // Плодоводство в России: Материалы и исслед. — СПб., 1899. — Вып. 2.;
- Плодовое сортоведение или помология на новых началах. — СПб.: Девриен, 1911. — XII, 100 с.
- Бесплодие и степень урожайности в плодоводстве в зависимости от сорта опыляющего. — Л.: Институт растениеводства, 1930. — 204 с.
- Общая помология или учение о сортах плодовых деревьев. — М.-Л.: Госиздат, 1930. — 538 с.
- Сортоизучение и сортоводство плодовых деревьев. — М.; Л.: Сельхозгиз, 1933. — 511 с.
- Избранные сочинения по плодоводству. — М.: Сельхозгиз, 1959. — 359 с.